# جيري ديلوش
جيري ديلوش (بالإنجليزية: Jerry DeLoach)‏ هو لاعب كرة قدم أمريكية أمريكي، ولد في 17 يوليو 1977 في ساكرامنتو في الولايات المتحدة.

## وصلات خارجية
- جيري ديلوش على موقع مرجع كرة القدم المحترفة.كوم (الإنجليزية)